# 920 a.C.
920 a.C. foi o ano do calendário gregoriano que precedeu 921 a.C. e sucedeu 919 a.C..

## Eventos
- Agesilau I sobe ao trono em Esparta.